# ペガスス座矮小楕円体銀河
ペガスス座矮小楕円体銀河(ペガススざわいしょうだえんたいぎんが、Pegasus Dwarf Spheroidal Galaxy)は、ペガスス座の方角に約270万光年離れた位置にある矮小楕円体銀河である。局所銀河群の1つであり、またアンドロメダ銀河の伴銀河である。

## 概要
ペガスス座矮小楕円体銀河は、主に金属量の少ない恒星でできており、その金属量は[Fe/H] ≃ −1.3である。地球からの距離は820 ± 20キロパーセク、アンドロメダ銀河からの距離は294 ± 8キロパーセクである。
ペガスス座矮小楕円体銀河は1999年にパロマースカイサーベイのフィルムの中から複数の人物によって発見された。